# England Air Force Base

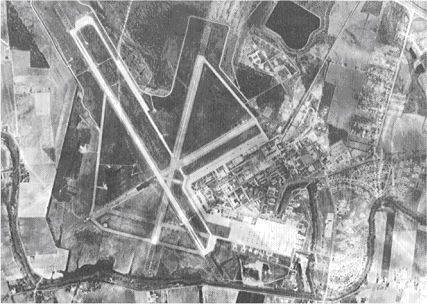
England Air Force Base en 1983.

England Air Force Base est une ancienne base de l'United States Air Force située 8 km au nord-ouest d'Alexandria en Louisiane. Créée en 1942 et fermée 50 ans plus tard, elle est aujourd'hui l'aéroport international d'Alexandria (IATA: AEX, ICAO: KAEX).

## Historique
La base a été créée sous le nom d’Alexandria Army Air Base le 21 octobre 1942, durant la Seconde Guerre mondiale, pour l'entrainement des équipages de bombardiers B-17. Elle a cessé d'être utilisée le 23 septembre 1946. Le 10 octobre 1950, elle a été rouverte pour la guerre de Corée.
Elle a été renommée England Air Force Base le 23 juin 1955 en hommage au lieutenant-colonel John B. England (en) (1923–1954), un des as de l'US Air Force durant la Seconde Guerre mondiale. Elle a ensuite servi durant la guerre du Vietnam et encore pour l'opération Tempête du désert en 1991.
Entre 1954 et 1963, la base a aussi abrité une station radar, dans le cadre de la guerre froide.
Elle a été définitivement fermée le 15 décembre 1992.